# غلافيراوية
الغلافيراوية (الاسم العلمي: Glaphyriini) هي قبيلة من الحشرات تتبع فصيلة عثث العشب من رتبة حرشفيات الأجنحة.

## أجناس الغلافيراوية
- الغلافيرة
- الهلولة